# Comuna Susanine, Pervomaiske
Susanine (în ucraineană Сусаніне) este o comună în raionul Pervomaiske, Republica Autonomă Crimeea, Ucraina, formată din satele Panfilovka, Rivne și Susanine (reședința).

## Demografie
Componența lingvistică a comunei Susanine
     Rusă (54,67%)
     Tătară crimeeană (24,31%)
     Ucraineană (18,54%)
     Alte limbi (0,83%)
Conform recensământului din 2001, majoritatea populației comunei Susanine era vorbitoare de rusă (54,67%), existând în minoritate și vorbitori de tătară crimeeană (24,31%), ucraineană (18,54%) și armeană (1,3%).